# IC 2532
IC 2532 — галактика типу SBa (компактна витягнута галактика) у сузір'ї Насос.
Цей об'єкт міститься в оригінальній редакції індексного каталогу.